# Lemuria rdzawa
Lemuria rdzawa (Eulemur rufus) – gatunek ssaka naczelnego z rodziny lemurowatych (Lemuridae). Zamieszkuje zachodni Madagaskar. Jest narażony na wyginięcie.

## Taksonomia
Gatunek po raz pierwszy zgodnie z zasadami nazewnictwa binominalnego opisał w 1799 roku francuski przyrodnik Jean Baptiste Audebert, nadając mu nazwę Lemur rufus. Miejsce typowe to Madagaskar. Holotyp to zamontowana skóra i czaszka dorosłej samicy (sygnatura MNHN-ZM-MO-1993-4247) ze zbiorów Muzeum Historii Naturalnej w Paryżu.
Do 2001 roku uznawano go za podgatunek w obrębie gatunku Eulemur fulvus, z którego wyodrębniono go, podnosząc do rangi osobnego gatunku. W grudniu 2008 roku gatunek podzielono, wyróżniając na jego miejsce dwa odrębne gatunki. Eulemur rufus żyje na suchych nizinnych terenach porośniętych lasem na zachodzie Madagaskaru. Natomiast Eulemur rufifrons występuje na południowym zachodzie, jak też na wschodzie wyspy. Podział bazował na badaniach genetycznych i morfologicznych. Analiza mitochondrialnego DNA wskazuje, że Eulemur rufifrons może być bliżej spokrewniony z Eulemur fulvus, Eulemur albifrons i Eulemur sanfordi niż z Eulemur rufus. W północno-zachodnim Madagaskarze, na południe od rzeki Betsiboka, znajduje się mała strefa, w której spotyka się hybrydy z E. mongoz. 
Autorzy Illustrated Checklist of the Mammals of the World uznają ten takson za gatunek monotypowy.

### Etymologia
- Eulemur: gr. ευ eu „typowy, dobry, prawdziwy”; rodzaj Lemur Linnaeus, 1758 (lemur)[9].
- rufus: łac. rufus „czerwony, rumiany, rudy”[10].

## Zasięg występowania
Zasięg występowania tego gatunku lemura obejmuje suche lasy liściaste zachodniego Madagaskaru pomiędzy rzeką Betsiboka na północy i Tsiribihina na południu. Rzeka Tsiribihina zakreśla granicę pomiędzy zasięgiem występowania Eulemur rufus, na północ od tego cieku wodnego, a Eulemur rufifrons zamieszkującego tereny położone na południe od rzeki.

## Morfologia
Długość ciała (bez ogona) 40–48 cm, długość ogona 45–55 cm; masa ciała 1,6 kg. Jego ciało pokrywa szare futro. Twarz jest barwy czarnej, podobnie jak czoło i pysk. Ciemna linia przebiega od pyska do czoła. Odróżniają się białe plamy brwiowe. Samce cechują się białymi czy kremowymi policzkami i brodą. natomiast samice charakteryzują się policzkami i brodą rudymi bądź kremowymi, zarost ich jest jednak mniej bujny niż u płci męskiej.

## Status i ochrona
W Czerwonej księdze gatunków zagrożonych Międzynarodowej Unii Ochrony Przyrody i Jej Zasobów lemuria rdzawa od 2014 roku jest zaliczana do kategorii VU (ang. Vulnerable ‘gatunek narażony’). Liczebność populacji spada. Najistotniejsze zagrożenia dla gatunku to polowania, jak też destrukcja środowiska wynikająca z wypalania terenów w celu pozyskania ich dla potrzeb rolnictwa, wylesianie lądu w celu pozyskania terenów na pastwiska oraz pozyskiwania drewna; stwierdzane są też przypadki odłowu żywych osobników w celu ich sprzedaży.